# 華麗なる賭け (田原俊彦の曲)
「華麗なる賭け」（かれいなるかけ）は、1985年8月14日にリリースされた田原俊彦の23作目のシングル。

## 背景
同曲で、1985年大晦日の『第36回NHK紅白歌合戦』に、6年連続6回目の出場を果たした。

## 記録
1984年の「顔に書いた恋愛小説」以来、1年ぶりにオリコンチャート週間首位を獲得した。

## 収録曲
| 全作曲: 久保田利伸。 |                  |          |            |            |
| #                    | タイトル         | 作詞     | 作曲・編曲 | 編曲       |
| 1.                   | 「華麗なる賭け」 | 吉元由美 | 久保田利伸 | 新田一郎   |
| 2.                   | 「ショットガン」 | 橋本淳   | 久保田利伸 | 馬飼野康二 |